# Палшков Борис Борисович
Бори́с Бори́сович Палшко́в (29 листопада 1928, Коломна — 12 червня 1998, Київ) — український альтист, музикознавець, композитор і педагог, професор Київської консерваторії імені Петра Чайковського.

## Життєпис
Народився в Коломні Московської області в родині робітника паровозобудівного заводу.
1945—1949 — навчання в Московському музичному училищі при консерваторії.
1949—1954 — навчання в Московській консерваторії імені Петра Чайковського (клас професора Є. Страхова). Як училище так і консерваторію закінчитв з відзнакою.
1954 року за конкурсом був прийнятий на роботу до симфонічного оркестру Київського театру опери та балету.
З 1965 року працював викладачем класу альта у Київській державній консерваторії. З 1979 — доцент, з 1990 — професор.
Серед його учнів: С. Денисюк, К. Цуріков, С. Романський, А. Гребенюк, О. Титоренко, Б. Фесюк, Б. Щуцький, Ю. Третяк, В. Кадурін, Р. Куц, І. Горпенко, Я. Венгер та ін.
1971 — захистив кандидатську дисертацію «Особливості оркестрового виконавства й питання методики підготовки альтиста-оркестранта».
Опублікував більше 80 науково-методичних робіт із специфіки альтового навчання, зокрема «Техника игры на альте в оркестре: для учащихся музыкальных училищ и вузов».
Як композитор написав твори «24 каприси» для альта соло, «Струмочок», а також здійснив перекладення для альта, зокрема «6 п'єс» Аріфа Мелікова, Альбоми альтиста.
Упорядкував до видання альтові твори Пауля Гіндеміта, Івана Хандошко, Карла Фрідріха Цельтера, Франца Петера Шуберта.
Має фондові записи у фонд Українського радіо.